# Сім криків в океані
«Сім криків в океані» (рос. «Семь криков в океане») — радянський художній фільм 1986 року, створений на кіностудії «Мосфільм». Фільм знятий режисером Володимиром Басовим-старшим за власним сценарієм, написаним на основі п'єси «Крики в океані» іспанського драматурга Алехандро Касони.

## Сюжет
Пасажири 1-го класу на лайнері «Spes» зібралися відзначити Різдво, але капітан судна після триденного мовчання повідомляє їм, що почалася війна, і їх корабель за збігом обставин повинен відвернути на себе підводні човни ворога. Жити їм залишилося недовго, у кращому випадку — одну ніч. Ця остання ніч і розкриває всі таємниці забезпечених дам і панів, які планували бездіяльно провести час. Хтось із них проявляє мужність і шляхетність, а хтось зовсім не найкращі почуття.

## У ролях
- Анатолій Ромашин —  капітан
- Володимир Басов-молодший —  Хуан Сантільяна
- Всеволод Сафонов —  професор
- Веніамін Смєхов —  барон Порто
- Вероніка Ізотова —  Ніна
- Олександр Ширвіндт —  Сантьяго Сабала
- Світлана Тома —  Мерседес
- Паул Буткевич —  Гаррісон
- Ірина Шмельова —  Джулія Міранда
- Сергій Мартинов —  молодий капітан
- Раднер Муратов —  Стюард
- Еммануїл Геллер —  старий
- Дмитро Васюков —  офіцер

## Знімальна група
- Режисер і автор сценарію:  Володимир Басов
- Оператор:  Ілля Міньковецький
- Художник-постановник:  Євген Черняєв
- Композитор: Веніамін Баснер
- Автор текстів пісень: Михайло Матусовський
- Пісню виконує: Альберт Асадуллін